# Wouldn’t Change a Thing
A Wouldn't Change a Thing című dal az ausztrál énekes-dalszerző Kylie Minogue második kimásolt kislemeze második Enjoy Yourself című stúdióalbumáról. A dalt a Stock Aitken Waterman írta, és 1989. július 24-én jelentette meg a Mushroom és a PWL Records.
Zeneileg a "Wouldn't Change a Thing" olyan, mint Minogue korábbi dalai is, amelyek dance-pop elemeket tartalmaznak, olyan hangszerekkel, mint a gitár, a dobgép, vagy a tambura effektusok. Kereskedelmi szempontból a dal sikeresnek volt mondható, és Top 20-as helyezést ért el Ausztráliában, Dániában, Finnországban, Franciaországban, és az Egyesült Királyságban, míg Új-Zélandon a húsz helyezésen kívül maradt.
Minogue a legtöbb turnéján előadta a dalt, beleértve a Disco in Dream/The Hitman Roadshow-t, az Enjoy Yourself Tourt, a Rhythm of Love Tourt, a Let's Get to It Tourt és a Golden Tourt. A dalt az An Audience with Kylie (2001) című tévéműsorban is előadta.

## Előzmények
A "Wouldn't a Change a Thing" volt Minogue második kislemeze az Enjoy Yourself című második stúdióalbumáról. Az Egyesült Királyságban a kislemez B. oldalára az It's No Secret című dal került, amelyet kiadtak továbbá Észak-Amerikában, Japánban, Ausztráliában, és Új-Zélandon is 1988-ban. A tervek szerint ötödik kislemezként jelent volna meg, de törölték a Hand on Your Heart című dal javára, ezért kiadták B. oldalas kislemezként. A dal az Egyesült Államokban nem aratott nagy sikert.
A dal aktív népszerűsítése a brit televízióban zajlott, miközben Kylie második albumát vette fel, röviddel azután, hogy elkészült első játékfilmje a "The Deliquents".

## Kritikák
Jason Shawahn azt mondta, hogy a dal, valamint a Better the Devil You Know, és a What Do I Have to Do című dalok pop remekművek. Bill Coleman a Billboard munkatársa úgy jellemezte: "egy finom dance/pop ditty". Ezzel szemben Phil Cheesman a Record Mirror munkatársa egy teljesen üres, kiszámítható lemeznek tartotta a dalt. By contrast, Phil Cheeseman of Record Mirror considered the song an "utterly vacuous and predictable record". 2023-ban Robert Mora a The Sydney Morning Herald ausztrál bulvárlap munkatársa a dalt a 77. legjobb Minogue dalnak tartotta az 1983-ból, majd hozzátette: Szeretled kell egy olyan 80-as évek popdalát, amely túlságosan használj a hip-hop dadogó hatását a dalban: Ah-ah ah I wouldn't change a thing". A refrén egyszerre felemelő, és naív, megtévesztően fülbemászó.

## Videóklip
A "Would't Change a Thing" című dalhoz forgatott klip Kylie első videója volt, amelyet nem Ausztráliában forgattak, és a forgatás Londonban zajlott. A rövid forgatási határidő miatt a videót az utolsó pillanatban találták ki, melyben Kylie és táncosai saját ruhájukat használták kiegészítve egy esküvői szalonból bérelt szmokingokkal.
A klipben Minogue a PWL ügyvezetőjének David Howells-nek a kertjében látható, ahol játékosan szórakozik. Ezeket a képsorokat olyan stúdiófelvételekkel vágták össze, amelyeken hétköznapiként látható. A kézi kamerás képsorok egy részét Jason Donovan rögzítette.

## Élő előadások
Kylie a dalt különböző turnék keretében, fellépéseken adta elő.
- Disco in Dream / The Hitman Roadshow
- Enjoy Yourself Turné
- Rhythm of Love Turné
- Let's Get to It Turné
- A Night Like This Turné (a Hits Medley részeként)
- TV fellépés alkalmával 2001-ben (a Hits Medley részeként)

## Formátumok és számlista
| 7 inch kislemez és kazetta single 1. "Wouldn't Change a Thing" – 3:13 2. "It's No Secret" – 3:57 12-inch bakelit A1. "Wouldn't Change a Thing" (Your Thang Mix) – 7:10 B1. "It's No Secret" (extended) – 5:46 B2. "Wouldn't Change a Thing" (instrumental) – 3:13 Ausztrál CD single 1. "Wouldn't Change a Thing" (Your Thang Mix) 2. "Wouldn't Change a Thing" 3. "Turn It into Love" UK CD single 1. "Wouldn't Change a Thing" 2. "Wouldn't Change a Thing" (Your Thang Mix) 3. "Je Ne Sais Pas Pourquoi" (Revolutionary Mix) | US és Kanadai 12-inch bakelit A1. "Wouldn't Change a Thing" (The Espagna Mix) – 5:44 A2. "Wouldn't Change a Thing" (Your Thang Mix) – 7:10 B1. "It's No Secret" (extended) – 5:31 B2. "Wouldn't Change a Thing" (instrumental) – 3:20 Japán 7-inch kislemez és mini-CD single 1. "Wouldn't Change a Thing" (single version) – 3:12 2. "Wouldn't Change a Thing" (instrumental) – 3:20 Japán mini maxi-CD single 1. "Wouldn't Change a Thing" (Your Thang Mix) 2. "Wouldn't Change a Thing" (single version) 3. "Wouldn't Change a Thing" (instrumental) |

## Slágerlista
| Slágerlista (1989)                    | Legjobb helyezések |
| ------------------------------------- | ------------------ |
| Ausztrália (ARIA)                     | 6                  |
| Belgium (Ultratop 50 Flanders)        | 5                  |
| Denmark (IFPI)                        | 4                  |
| Europe (European Hot 100 Singles)     | 11                 |
| Finland (Suomen virallinen lista)     | 6                  |
| Franciaország (Single Top 100)        | 19                 |
| Hollandia (Single Top 100)            | 43                 |
| Új-Zéland (Recorded Music NZ)         | 21                 |
| US Cash Box Top 100                   | 83                 |
| Spain (AFYVE)                         | 19                 |
| Svájc (Schweizer Hitparade)           | 27                 |
| Egyesült Királyság (UK Singles Chart) | 2                  |
| UK Dance (Music Week)                 | 7                  |
| West Germany (Official German Charts) | 24                 |

| Slágerlista (1989)                | Helyezések |
| --------------------------------- | ---------- |
| Australia (ARIA)                  | 99         |
| Belgium (Ultratop)                | 54         |
| Europe (European Hot 100 Singles) | 75         |
| UK Singles (OCC)                  | 21         |